# Liste der Kulturgüter in Oberdorf BL
Die Liste der Kulturgüter in Oberdorf BL enthält alle Objekte in der Gemeinde Oberdorf im Kanton Basel-Landschaft, die gemäss der Haager Konvention zum Schutz von Kulturgut bei bewaffneten Konflikten, dem Bundesgesetz vom 20. Juni 2014 über den Schutz der Kulturgüter bei bewaffneten Konflikten sowie der Verordnung vom 29. Oktober 2014 über den Schutz der Kulturgüter bei bewaffneten Konflikten unter Schutz stehen.
Objekte der Kategorie A sind im Gemeindegebiet nicht ausgewiesen, Objekte der Kategorie B sind vollständig in der Liste enthalten, Objekte der Kategorie C fehlen zurzeit (Stand: 1. Januar 2023).

## Kulturgüter
| Foto | | Objekt | Kat. | Typ | Standort                                 | Beschreibung |
| ---- | --- | --- | ---- | --- | ---------------------------------------- | --- |
| BW   | Datei hochladen · Wikidata zu St. Michael, frühmittelalterliche Kapellenruine / St. Peter, mittelalterliche-neuzeitliche Kirche (Q29679317) | St. Michael, frühmittelalterliche Kapellenruine / St. Peter, mittelalterliche-neuzeitliche Kirche / mittelalterlicher Bergsturz und überschwemmte Siedlung KGS-Nr.: 01488 | A    | F   | Alte Landstrasse 623460 / 249700         | Frühmittelalterliche Kapellenruine / mittelalterliche-neuzeitliche Kirche / mittelalterlicher Bergsturz und überschwemmte Siedlung Objekt liegt hälftig auf dem Gemeindegebiet von Oberdorf (KGS-Nr. 01488) und Niederdorf (KGS-Nr. 16365). |
| ja   | Datei hochladen · Wikidata zu Evangelisch-reformierte Kirche mit Pfarrhäuschen (Q29679303)                                                  | Evangelisch-reformierte Kirche mit Pfarrhäuschen KGS-Nr.: 01489 | B    | G   | Alte Landstrasse 91, 91a 623467 / 249913 | |
| BW   | Datei hochladen · Wikidata zu z’Hof (Q119366753)                                                                                            | z’Hof KGS-Nr.: 17103 | B    | F   | Liedertswilerstrasse 623275 / 249361     | Römische bis hochmittelalterliche Siedlung |